# Leptogaster bancrofti
Leptogaster bancrofti är en tvåvingeart som beskrevs 1912 av Gertrude Ricardo i hennes A revision of the Asilidæ of Australia. Arten ingår i släktet Leptogaster och familjen rovflugor. Inga underarter finns listade i Catalogue of Life.
L. bancrofti förekommer i delstaterna Queensland och Victoria i Australien.